# Alfred Habermann

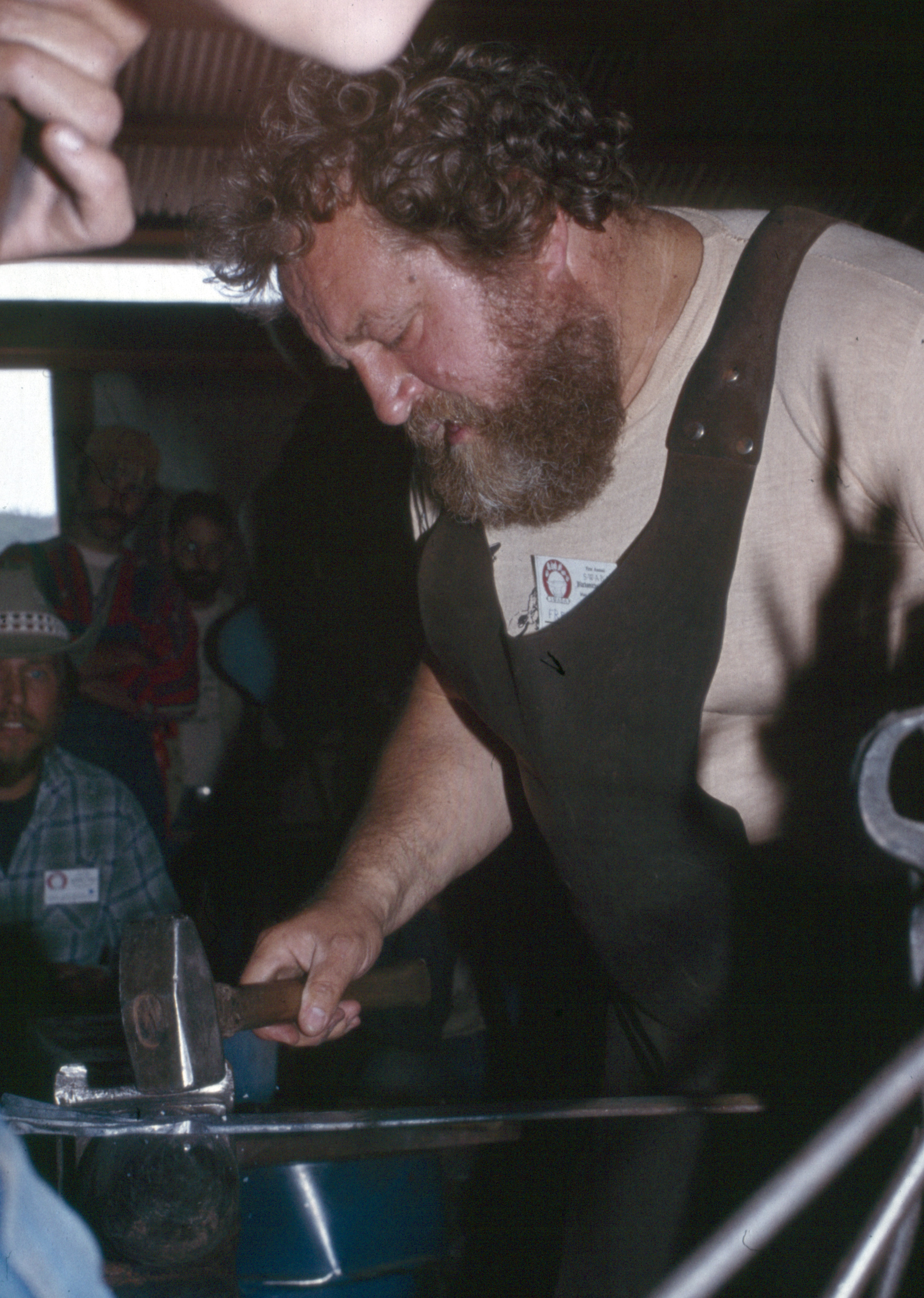
Alfred Habermann bei einem Workshop für Schmiede in den USA

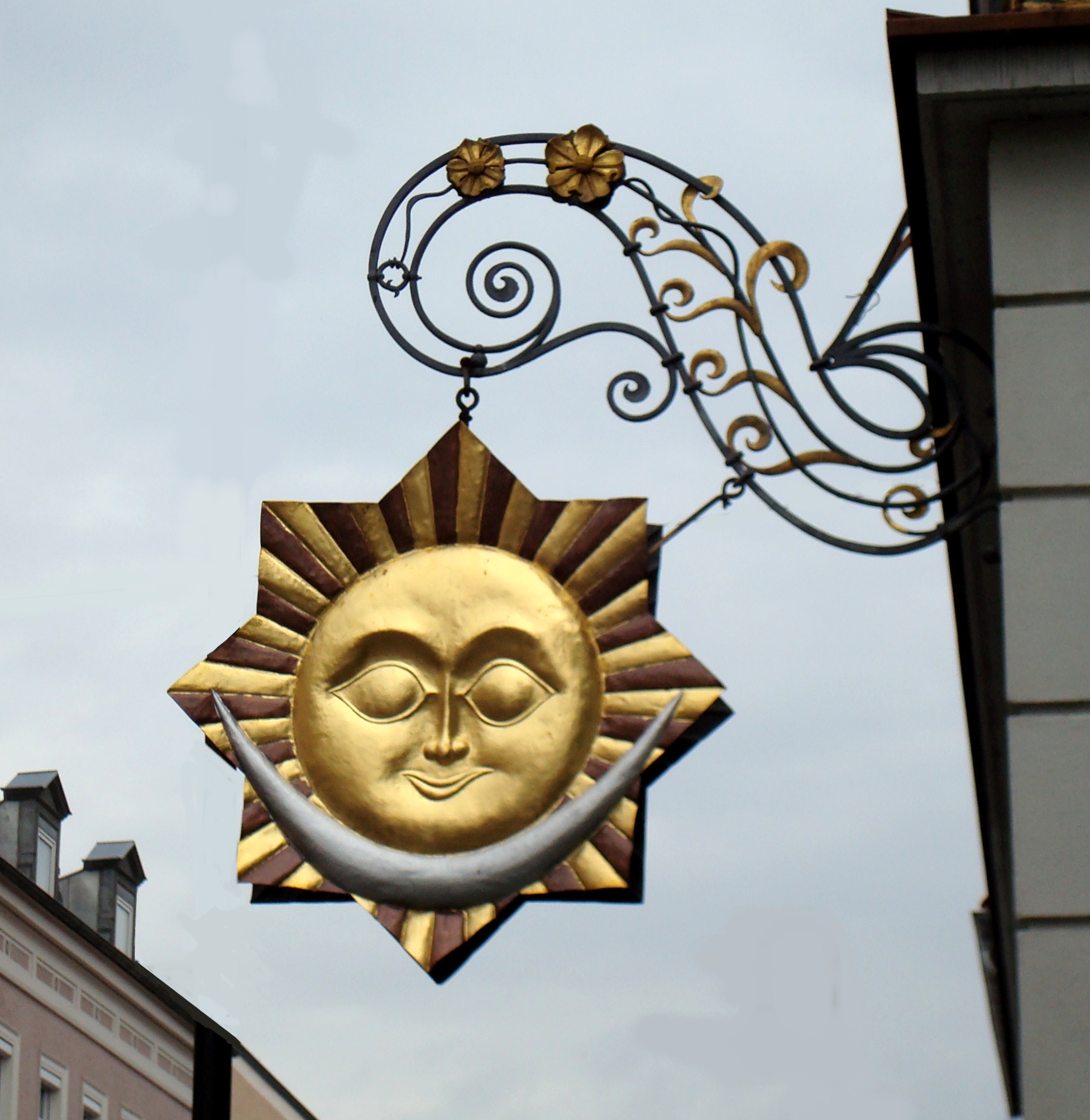
Metallbildhauerarbeit von Alfred Habermann in Simbach am Inn

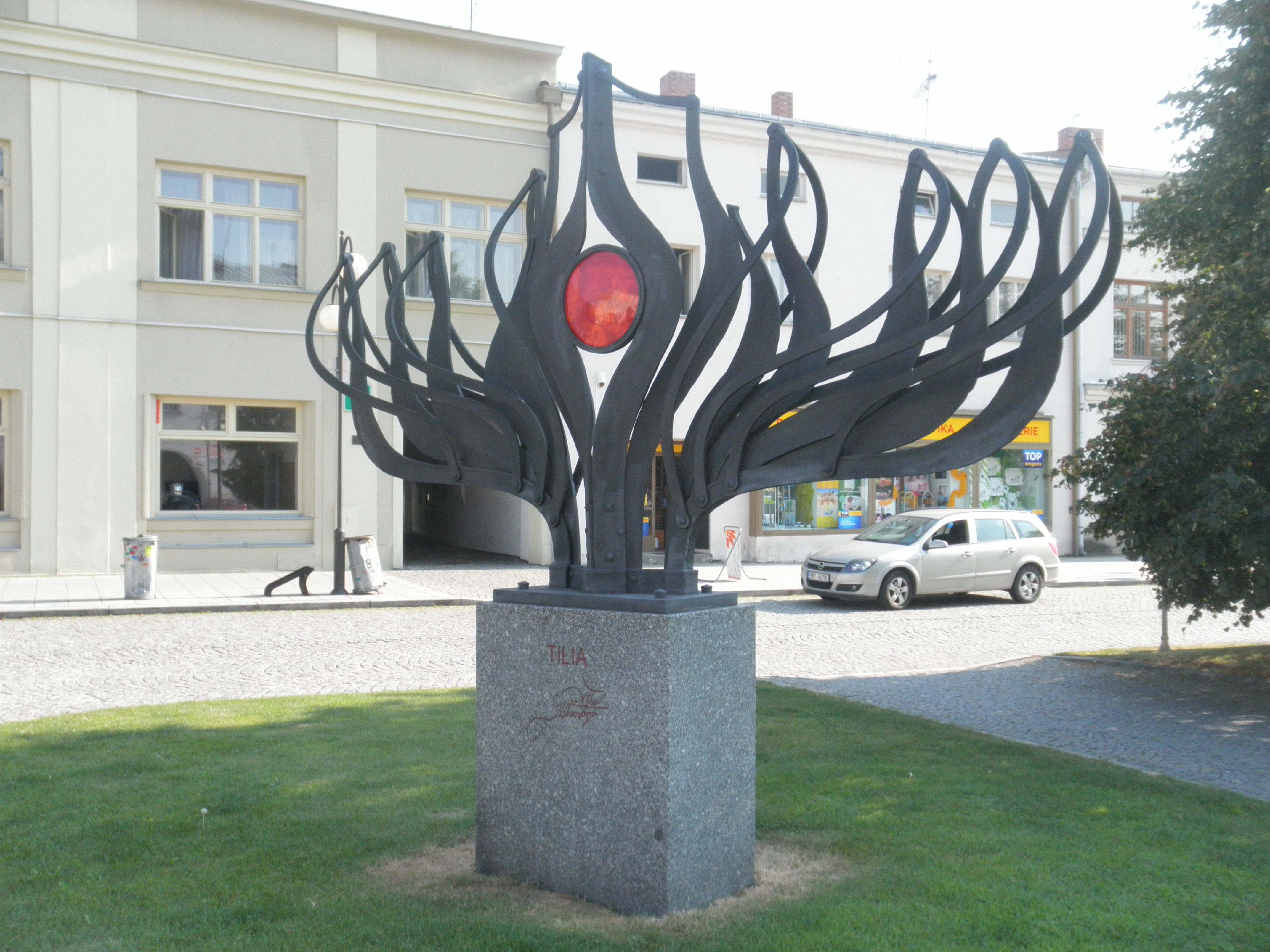
Tilia – Ausführung eines Entwurfs von Alfred Habermann nach seinem Tod im Jahr 2009 als Ehrung. Ort: Lipník nad Bečvou, nahe Burg Helfštýn. Realisierung: Kunstschmied und Metallbildhauer Pavel Tasovsky unter Mitarbeit von Christine Habermann von Hoch u. a.

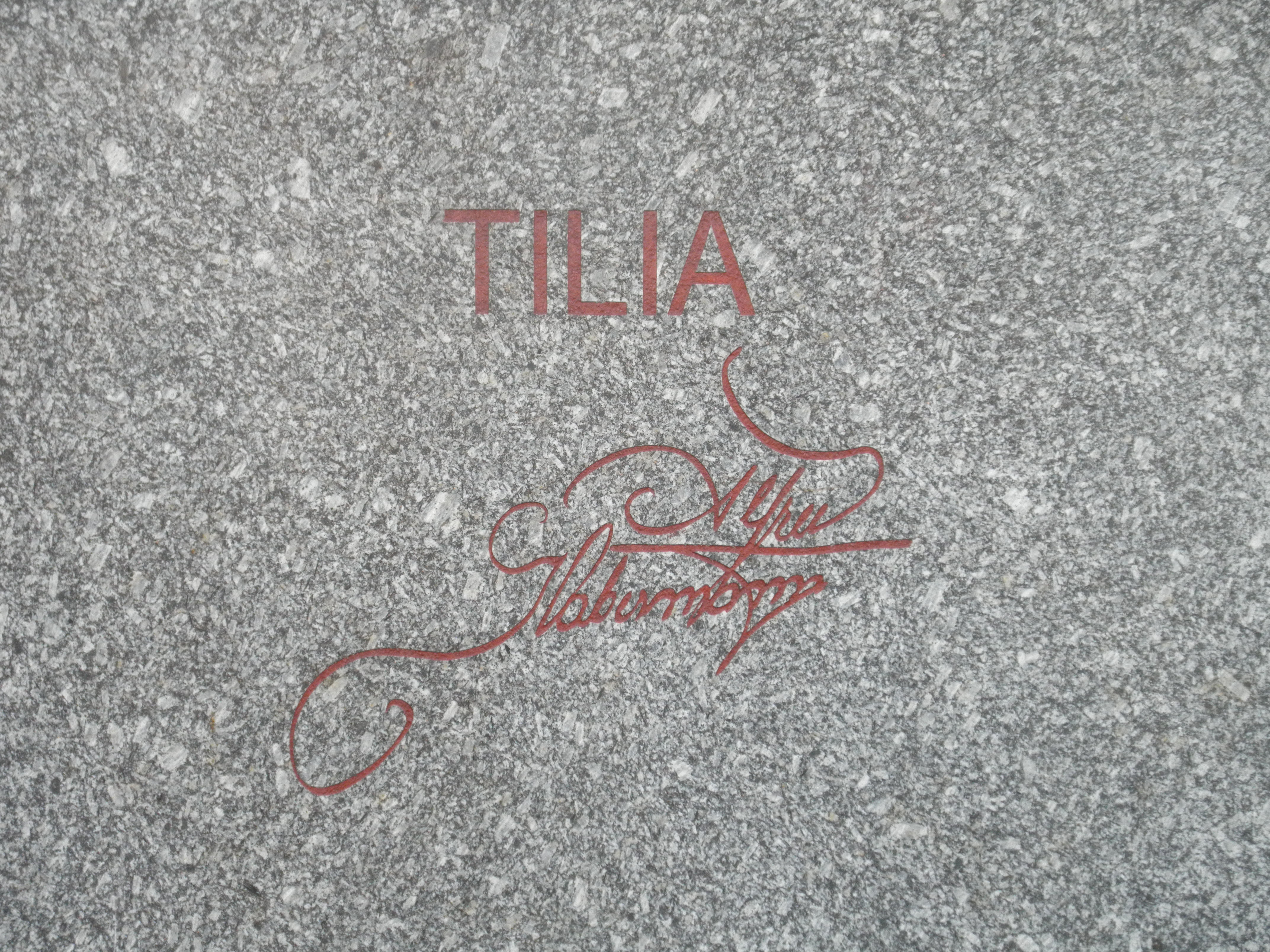
Unterschrift von Alfred Habermann

Alfred Habermann (* 3. Mai 1930 in Jihlava (Iglau); † 28. April 2008 in Waidhofen an der Ybbs) war ein deutsch-tschechischer Kunstschmied, Bildhauer, Zeichner, Restaurator und Designer.
Habermann gehört zu den bedeutendsten Kunstschmieden und Metallbildhauern des 20. Jahrhunderts und beeinflusste mit seinen Arbeiten entscheidend die Entwicklung der zeitgenössischen Metallgestaltung und Schmiedekultur. In zahlreichen Verlautbarungen über ihn und seine Werke wurde und wird er als Schmiedepapst bezeichnet.

## Leben
Während und nach dem Zweiten Weltkrieg besuchte er 1944 und von 1945–1947 die Kunstschmiedeschule in Iglau und legte dort 1948 die Gesellenprüfung ab. Nach der 1958 absolvierten Meisterprüfung suchte er 1963 die Mitarbeit bei dem international anerkannten Kunstschmied und Metallbildhauer Fritz Kühn in der DDR. Ende 1963 wurde er staatlich anerkannter „Bildhauer in Eisen“. Mit einem Stipendium der Tschechoslowakei ging er 1966–1968 zur Accademia Internazionale del Ferro bei Professor Toni Benetton in Treviso (Italien). 1975 gründete er seine eigene „Schmiede im Wald“ bei Studena auf der Böhmisch-Mährischen Höhe.
2001 wurde ihm das Bundesverdienstkreuz am Bande verliehen.
Postum wird seit 2008 jährlich auf der Burg Helfštýn während des Hefaiston – dem größten Symposium der Kunstschmiede- und Metallbildhauer in Europa – der „Alfred-Habermann-Preis“ für herausragende Persönlichkeiten der Metallkunst verliehen.

## Dokumentarfilm
1992 produzierte der Bayerische Rundfunk in seiner Reihe Der Letzte seines Standes? als fünften und damit einen der ersten Beiträge den Film Der Schmied aus Böhmen über Alfred Habermann. Regie führte Benedikt Kuby. Die Erstausstrahlung war am 5. Januar 1993.